# Phyllanthus sessilis
Phyllanthus sessilis là một loài thực vật có hoa trong họ Diệp hạ châu. Loài này được Warb. miêu tả khoa học đầu tiên năm 1891.